# Feni (ville)
Feni est une ville située dans la division de Chittagong, au Bangladesh.

## Démographie
Sa population était de 156 971 habitants en 2011.

## Personnalité
Le meurtre de Nusrat Jahan Rafi concerne une étudiante bangladaise de 19 ans, assassinée en avril 2019 après avoir signalé son agression sexuelle aux autorités. Elle est originaire de Feni. Elle présente alors des brûlures sur 80% de son corps. Elle décède 4 jours plus tard, le 10 avril 2019 au Dhaka Medical College and Hospital.